# Burg Frauenburg (Frauenberg, Nahe)

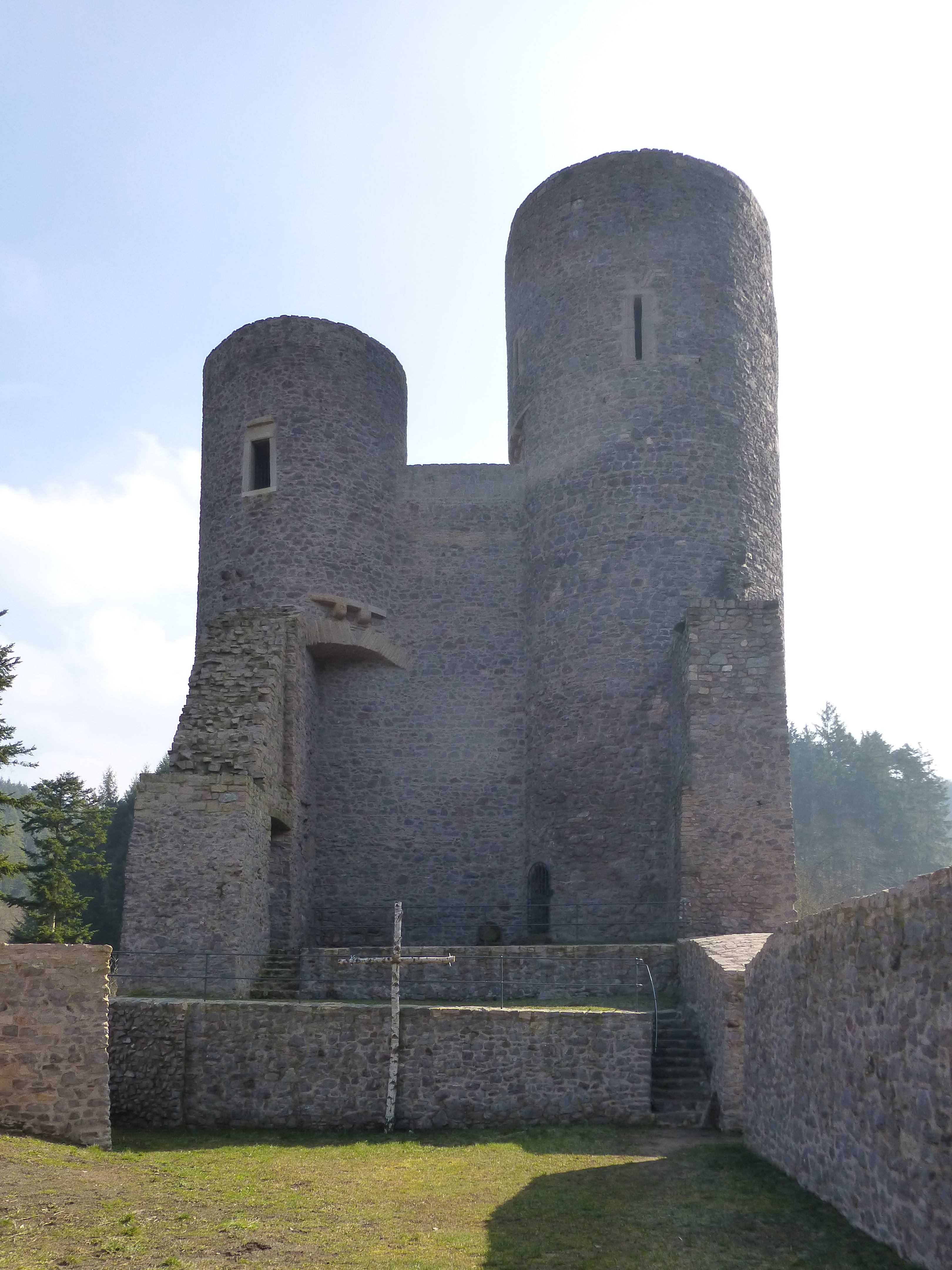
Blick auf die beiden Rundtürme mit Schildmauer

Die Frauenburg ist die Ruine einer mittelalterlichen Spornburg südlich von Sonnenberg-Winnenberg und Frauenberg im Landkreis Birkenfeld in Rheinland-Pfalz. Die Burg steht auf einem schmalen Bergsporn unweit der Nahe. Der Bergsporn wird durch den Aubach und den Ellenbach gebildet.

## Geschichte
Die Frauenburg wurde vor 1327 durch die Grafen von Sponheim erbaut und gehörte zur hinteren Grafschaft. Sie diente der Gräfin Loretta von Sponheim ab 1331 als Witwensitz, nachdem sie die Regierungsgeschäfte an ihren Sohn Johann III. übergeben hatte. Die Frauenburg war später Amtssitz eines sponheimischen Amtmannes.
Zerstört wurde die Burg 1673 in der so genannten Wildfangfehde durch lothringische Truppen.
Die Frauenburg ist nicht mit der 1328 von Balduin von Luxemburg erbauten Burg bei Birkenfeld identisch.

## Beschreibung
Die Burg besitzt einen rechteckigen Grundriss. An den Ecken und an der nordöstlichen Längsseite befinden sich Rundtürme. Der Turm an der Längsseite schützte den ehemaligen Eingang. Die Rundtürme an der Angriffsseite sind noch annähernd in voller Höhe erhalten, davor befindet sich ein Halsgraben. Instandhaltungs- und Erneuerungsarbeiten, die teilweise von der Originalanlage abweichen, wurden 1988 abgeschlossen. Im Jahre 2013 wurde eine umfangreiche Restaurierung zur Erhaltung der Bausubstanz begonnen, die mit einer großen Feier in der Burganlage am 30. August 2015 abgeschlossen wurde. Der 33 m hohe Südturm kann nach Absprache als Aussichtsturm bestiegen werden.